# Leon Redner
Leon Redner (13 września 1828 w Nowem – 1 kwietnia 1898 w Pelplinie) – biskup katolicki.

## Życiorys
Ukończył gimnazjum w Chełmnie, następnie studiował na wydziale teologicznym Uniwersytetu Wrocławskiego.
17 kwietnia 1853 w Pelplinie przyjął święcenia kapłańskie, pracował następnie jako wykładowca w gimnazjum chojnickim. Był proboszczem w Kaplicy Królewskiej w Gdańsku, redagował "Katholisches Wochenblatt" (Tygodnik Katolicki). W 1862 uzyskał stopień doktora teologii.
19 listopada 1886 został mianowany biskupem chełmińskim. Konsekrowany 9 stycznia 1887 przez arcybiskupa Dindera w Pelplinie. Po przerwie w latach 1876-1887  otworzył Wyższe Seminarium Duchowne w Pelplinie. Wprowadził w kościele św. Józefa w Gdańsku codzienne kazania w języku polskim. Zmarł w Pelplinie, gdzie też jest pochowany w katedrze.

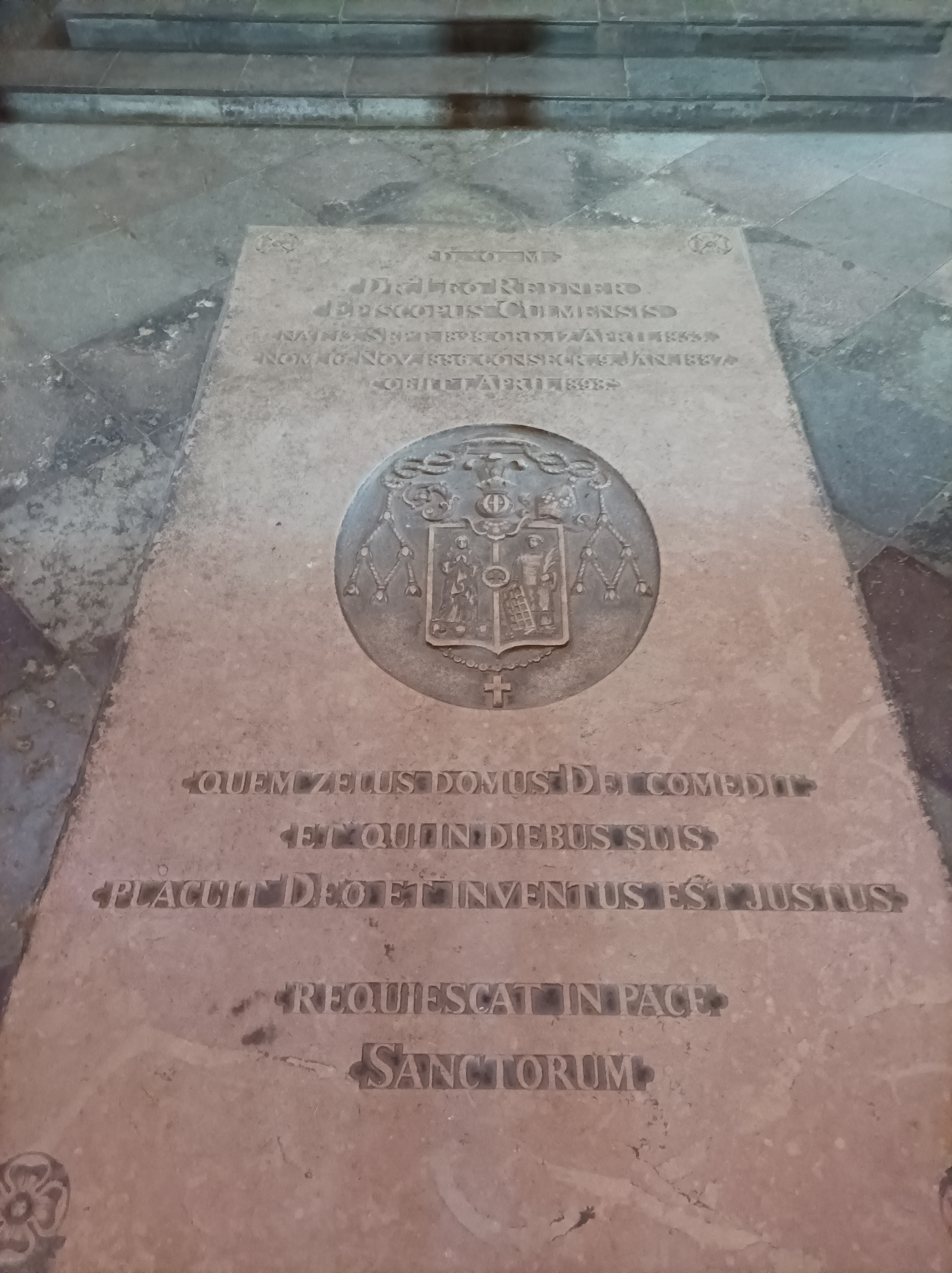
Płyta nagrobna bpa Leona Rednera w Pelplinie